# Karisma Kapoor

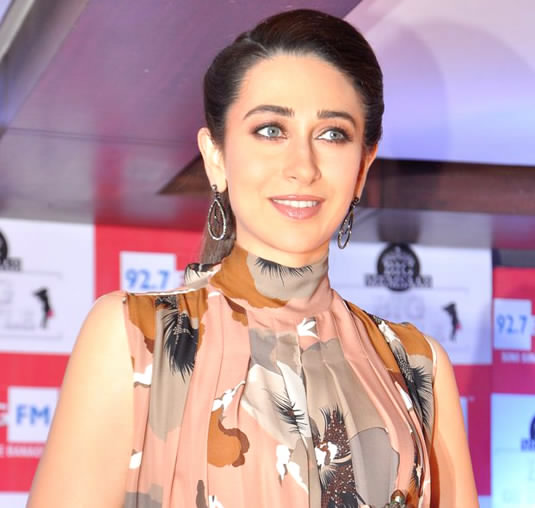
Karisma Kapoor (2012)

Karisma Kapoor (Hindi करिश्मा कपूर Karishma Kapur, IAST Kariśmā Kapūr; * 25. Juni 1974 in Mumbai, Indien) ist eine indische Filmschauspielerin. In Indien ist sie auch unter dem Namen Lolo bekannt, in Anlehnung an die italienische Schauspielerin Gina Lollobrigida.

## Leben und Karriere
Kapoor gehört der Schauspielerdynastie Kapoor an, die tief in der Hindi-Filmindustrie verwurzelt ist. Ihre Mutter ist die Schauspielerin Babita Kapoor, ihre jüngere Schwester ist Kareena Kapoor, ihr Vater Randhir Kapoor ist Schauspieler, ihr Großvater ist der legendäre Produzent, Regisseur und Schauspieler Raj Kapoor, und auch ihr Urgroßvater Prithviraj Kapoor war Schauspieler.
Nach ihrer regulären Schulzeit ging Karisma Kapoor auf das Sophia College in Mumbai, verließ die Schule aber ohne einen Abschluss, um in der Filmindustrie zu arbeiten. Ihre erste Filmrolle spielte Kapoor 1991 in dem Film Prem Qaidi. In den 1990er Jahren spielte sie in einigen erfolgreichen Komödien mit. Gegen Ende des Jahrzehnts konnte sie ihre Karriere mit zwei Filmen erfolgreich konsolidieren. Für ihre Rolle in Raja Hindustani von 1996 wurde sie mit einem Filmfare Award ausgezeichnet. Für ihre Nebenrolle in Dil To Pagal Hai aus dem Jahr 1997 erhielt sie gleich mehrere indische Filmpreise: einen National Film Award, einen Filmfare Award und einen Zee Cine Award. Für ihre Rollen in den Filmen Fiza und Zubeidaa erhielt sie ebenfalls Auszeichnungen.
Kapoor heiratete am 29. September 2003 den Industriellen Sanjay Kapur. Sanjay und Karisma ließen sich am 4. Juni 2014 scheiden.
Nach der Geburt ihrer gemeinsamen Tochter Samaira (* 11. März 2005) legte sie eine längere Pause ein. Seit 2006 ist sie wieder auf der Leinwand zu sehen.

## Filmografie
- 1991: Prem Qaidi
- 1992: Jaagruti
- 1992: Nishchaiy
- 1992: Deedar
- 1992: Jigar
- 1992: Police Officer
- 1992: Sapne Sajan Ke
- 1993: Anari
- 1993: Dhanwan
- 1993: Muqabla
- 1993: Sangram
- 1993: Shaktimaan
- 1994: Andaz Apna Apna
- 1994: Aatish
- 1994: Andaaz
- 1994: Dulara
- 1994: Gopi Kishen
- 1994: Khuddar
- 1994: Prem Shakti
- 1994: Raja Babu
- 1994: Suhaag
- 1994: Yeh Dillagi
- 1995: Coolie No. 1
- 1995: Jawab
- 1995: Maidan-E-Jung
- 1996: Jeet
- 1996: Ajay
- 1996: Bal Brahmachari
- 1996: Krishna
- 1996: Megha
- 1996: Paapi Gudia
- 1996: Raja Hindustani
- 1996: Rakshak
- 1996: Saajan Chale Sasural
- 1996: Sapoot
- 1997: Judwaa
- 1997: Dil To Pagal Hai
- 1997: Hero No.1
- 1997: Lahu Ke Do Rang
- 1997: Mrityudaata
- 1999: Biwi No. 1
- 1999: Hum Saath-Saath Hain: We Stand United
- 1999: Haseena Maan Jaayegi
- 1999: Jaanwar
- 1999: Silsila Hai Pyar Ka
- 2000: Chal Mere Bhai
- 2000: Dulhan Hum Le Jayenge
- 2000: Fiza
- 2000: Hum To Mohabbat Karega
- 2000: Shikari
- 2001: Aashiq
- 2001: Ek Rishtaa – The Bond Of Love
- 2001: Zubeidaa
- 2002: Haan Maine Bhi Pyaar Kiya
- 2002: Rishtey
- 2002: Shakti – The Power
- 2003: Baaz
- 2006: Deewana Tere Naam Ka
- 2006: Mere Jeevan Saathi
- 2007: Om Shanti Om (Gastauftritt)
- 2011: Bodyguard (Stimme)
- 2012: Dangerous Ishhq
- 2013: Bombay Talkies (Gastauftritt)